# Philippe de Bourbon, duc de Vendôme

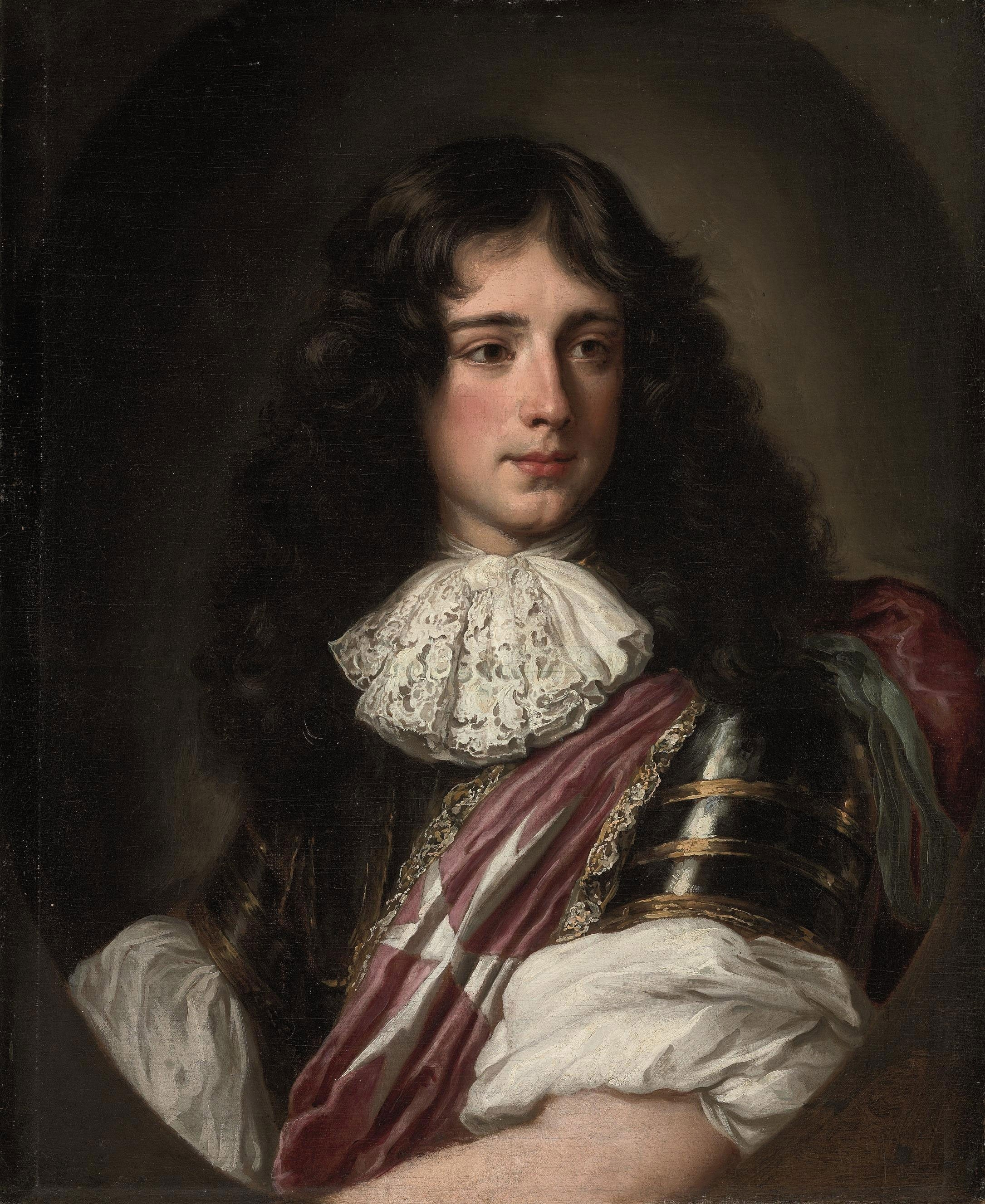
Philippe de Vendôme, Gemälde von Jacob Ferdinand Voet

Philippe de Vendôme (* 23. August 1655 in Paris; † 24. Januar 1727 ebenda) war ein französischer Maréchal de camp, Herzog von Vendôme, Herzog von Penthièvre und Großprior des Malteserordens in Frankreich. Er stammte aus dem Haus Bourbon-Vendôme.

## Familie
Als Herzog von Vendôme folgte er seinem älteren Bruder Louis II. Joseph de Bourbon nach, der 1712 starb. Philippe blieb kinderlos, mit ihm starb sein Geschlecht aus.

## Leben
Als Großprior des Malteserordens in Frankreich verfolgte er eine militärische Karriere. 1669 kämpfte er bei der Belagerung von Candia gegen die Türken, wo sein Onkel, François de Vendôme, getötet wurde. Später kämpfte er bei Fleurus, Steenkirk und Marsaglia.
Im Spanischen Erbfolgekrieg kommandierte er für kurze Zeit die französischen Truppen in Italien, war aber Prinz Eugen von Savoyen nicht gewachsen. In der Schlacht bei Cassano (1705) wurde er von seinem Bruder gerettet und danach nach Flandern versetzt.
Er war ein Unterstützer des Malers Jean Raoux, den er mit Aufträgen versah.